# Playa Kalki
La Playa Kalki Es una playa en la isla caribeña de Curazao, también curiosamente conocida como "Alicia en el país de las maravillas". El nombre de Kalki no está relacionada con el Avatar Kaki, pues viene de la palabra local en papimiento para la roca de coral y piedra caliza blanca , que es abundante en la playa y los acantilados circundantes.
Playa Kalki y sus alrededores son conocidos por sus buenas condiciones de buceo. Varios arrecifes en y alrededor de Playa Kalki ofrecen buenos sitios de buceo para principiantes y profesionales . Hay un centro de buceo profesional situado directamente en la playa en Playa Kalki.